# Série de championnat de la Ligue nationale de baseball 2017

Logo de la Série de championnat 2017 de la Ligue nationale.

La Série de championnat de la Ligue nationale de baseball 2017 est la 48e série finale de la Ligue nationale de baseball, dont l'issue détermine le représentant de cette ligue à la Série mondiale 2017, la grande finale des Ligues majeures de baseball. 
Cette série au meilleur de sept parties est jouée du samedi 14 octobre au jeudi 19 octobre 2017. Les Dodgers de Los Angeles l'emportent sur les Cubs de Chicago quatre matchs à un pour accéder à la Série mondiale 2017.
Justin Turner et Chris Taylor, tous deux des Dodgers, se partagent le prix du joueur par excellence de la Série de championnat.

## Équipes en présence
L'identité des équipes qui s'affrontent en Série de championnat est déterminée par l'issue des Séries de divisions de la Ligue nationale, qui ont lieu quelques jours auparavant. Entre les deux participants, l'avantage du terrain pour la série est accordé au club ayant présenté la meilleure fiche victoires-défaites en saison régulière 2017. Le club qui détient l'avantage du terrain est hôte des deux premiers matchs de la série, ainsi que des sixième et septième rencontres si elles s'avèrent nécessaires.
Elle oppose les Dodgers de Los Angeles aux Cubs de Chicago. Gagnants quatre matchs à un, les Dodgers détrônent les Cubs, champions de 2016, défendant leur titre, et accèdent à leur première finale des Ligues majeures depuis la Série mondiale 1988.

## Déroulement de la série

### Calendrier des rencontres
La première équipe à remporter quatre victoires est sacrée championne de la Ligue nationale et la représente en Série mondiale 2017. 
| Match | Date       | Visiteur               | Hôte                   | Score  |
| ----- | ---------- | ---------------------- | ---------------------- | ------ |
| 1     | 14 octobre | Cubs de Chicago        | Dodgers de Los Angeles | 2 - 5  |
| 2     | 15 octobre | Cubs de Chicago        | Dodgers de Los Angeles | 1 - 4  |
| 3     | 17 octobre | Dodgers de Los Angeles | Cubs de Chicago        | 6 - 1  |
| 4     | 18 octobre | Dodgers de Los Angeles | Cubs de Chicago        | 2 - 3  |
| 5     | 19 octobre | Dodgers de Los Angeles | Cubs de Chicago        | 11 - 1 |

### Match 1
Samedi 14 octobre 2017 au Dodger Stadium, Los Angeles, Californie.
| Cubs de Chicago | 0 | 0 | 0 | 2 | 0 | 0 | 0 | 0 | 0 | 2 | 4 | 0 |
| Dodgers de Los Angeles | 0 | 0 | 0 | 0 | 2 | 1 | 2 | 0 | X | 5 | 8 | 0 |
| Lanceurs partants : CHC : José Quintana LAD : Clayton Kershaw Vic. : Kenta Maeda (1-0) Déf. : Héctor Rondón (0-1) Sauv. : Kenley Jansen (1) HRs : CHC : Albert Almora (1) LAD : Chris Taylor (1), Yasiel Puig (1) |   |   |   |   |   |   |   |   |   |   |   |   |

Les Cubs sont les premiers à marquer dans la série, prenant les devants 2-0 sur un coup de circuit d'Albert Almora aux dépens du lanceur partant Clayton Kershaw en 4e manche. Jusque-là solide, le lanceur partant pour Chicago, José Quintana, cède en 5e manche lorsque les Dodgers créent l'égalité sur un double de Yasiel Puig et un ballon sacrifice de Charlie Culberson, remplaçant du joueur étoile Corey Seager, dont la blessure au dos met à l'écart pour toute la série. Le personnel de lanceurs de relève des Cubs, chancelant depuis le début des séries éliminatoires et fatigué par un difficile dernier match de Série de divisions contre Washington deux jours plus tôt, ne fait pas le travail : Chris Taylor place les Dodgers en avant 3-2 grâce à un circuit en 6e manche contre Héctor Rondón, puis son successeur au monticule, Mike Montgomery, alloue deux points en 7e reprise, dont un sur un circuit de Yasiel Puig. En parallèle, les lanceurs des Dodgers blanchissent l'opposition au cours de 4 manches lancées en relève à Kershaw.

### Match 2
Dimanche 15 octobre 2017 au Dodger Stadium, Los Angeles, Californie.
| Cubs de Chicago | 0 | 0 | 0 | 0 | 1 | 0 | 0 | 0 | 0 | 1 | 3 | 0 |
| Dodgers de Los Angeles | 0 | 0 | 0 | 0 | 1 | 0 | 0 | 0 | 3 | 4 | 5 | 0 |
| Lanceurs partants : CHC : Jon Lester LAD : Rich Hill Vic. : Kenley Jansen (1-0) Déf. : Brian Duensing (0-1) HRs : CHC : Addison Russell (1) LAD : Justin Turner (1) |   |   |   |   |   |   |   |   |   |   |   |   |

### Match 3
Mardi 17 octobre 2017 au Wrigley Field, Chicago, Illinois.
| Dodgers de Los Angeles | 0 | 1 | 1 | 0 | 1 | 1 | 0 | 2 | 0 | 6 | 9 | 0 |
| Cubs de Chicago | 1 | 0 | 0 | 0 | 0 | 0 | 0 | 0 | 0 | 1 | 8 | 2 |
| Lanceurs partants : LAD : Yu Darvish CHC : Kyle Hendricks Vic. : Yu Darvish (1-0) Déf. : Kyle Hendricks (0-1) HRs : LAD : Andre Ethier (1), Chris Taylor (2) CHC : Kyle Schwarber (1) |   |   |   |   |   |   |   |   |   |   |   |   |

### Match 4
Mercredi 18 octobre 2017 au Wrigley Field, Chicago, Illinois.
| Dodgers de Los Angeles | 0 | 0 | 1 | 0 | 0 | 0 | 0 | 1 | 0 | 2 | 4 | 0 |
| Cubs de Chicago | 0 | 2 | 0 | 0 | 1 | 0 | 0 | 0 | X | 3 | 5 | 0 |
| Lanceurs partants : LAD : Alex Wood CHC : Jake Arrieta Vic. : Jake Arrieta (1-0) Déf. : Alex Wood (0-1) Sauv. : Wade Davis (1) HRs : LAD : Cody Bellinger (1), Jacob Turner (2) CHC : Willson Contreras (1), Javier Báez (1, 2) |   |   |   |   |   |   |   |   |   |   |   |   |

Sans coup sûr à ses 20 premières présences au bâton des présentes séries éliminatoires, Javier Báez mène les Cubs à la victoire avec deux coups de circuit.

### Match 5
Jeudi 19 octobre 2017 au Wrigley Field, Chicago, Illinois.
| Dodgers de Los Angeles | 0 | 0 | 0 | 0 | 0 | 0 | 0 | 0 | 0 | 11 | 16 | 0 |
| Cubs de Chicago | 0 | 0 | 0 | 0 | 0 | 0 | 0 | 0 | 0 | 1  | 4  | 0 |
| Lanceurs partants : LAD : Clayton Kershaw CHC : José Quintana Vic. : Clayton Kershaw(1-0) Déf. : José Quintana (0-1) HRs : LAD : Enrique Hernández (1, 2, 3) CHC : Kris Bryant (1) |   |   |   |   |   |   |   |   |   |    |    |   |

Enrique Hernández frappe 3 coups de circuit, incluant un grand chelem, et récolte 7 points produits pour les Dodgers dans la victoire de 11-1 qui leur permet d'accéder à leur première Série mondiale depuis 1988.